# Chișinău (stație de metrou)
Chișinău este o stație planificată de metrou din București. Se va afla în Sectorul 2, în apropierea intersecției dintre Bd. Chișinău și Șoseaua Pantelimon, la o adâncime de −15,2 m.